# Mazama gouazoubira
La corzuela parda, también denominada guazuncho, viracho, guasuvirá, asú virá, masuncho, sachacabra o urina (Mazama gouazoubira o Subulo gouazoubira),  es un cérvido de mediano tamaño nativo de América, donde habita en Paraguay, Uruguay, noreste de Argentina,  y por el sur y norte costero de Brasil. También se encuentra en el oriente boliviano.
Hoy se encuentra algo reducido en su hábitat por la presión cinegética y la destrucción de su hábitat, pero sigue siendo relativamente abundante y no se lo considera en peligro de extinción.

## Características
El guazuncho no presenta gran dimorfismo sexual; tanto machos como hembras alcanzan entre los 55 y los 65 cm de altura a la cruz, y hasta 110 cm de longitud. Su peso llega a los 30 kg. La coloración varía según la zona, pero suele ser de pardogrisácea a pardorojiza, con un matiz gris que lo distingue de otras especies de Mazama, género del cual es la especie de mayor tamaño. Muestra el interior de la cola, las verijas y el vientre blanquecinos. El juvenil es más oscuro, con manchas blancas en flancos y lomo. A partir del año de vida, los machos desarrollan una cornamenta sin ramificar que alcanza los 15 cm de longitud dependiendo de la zona en la que se encuentra.

## Hábitos
El guazuncho habita normalmente en zonas boscosas, abiertas o semiabiertas. Se alimenta de brotes tiernos, hojas, hongos y frutos; además, descorteza el tronco de los árboles para señalar su territorio. Suele habitar en solitario o en parejas, y es marcadamente territorial, marcando el perímetro de su zona con heces, orina y una secreción de fuertísimo aroma que proviene de las glándulas anterorbitales, interdigitales y frontales. El territorio de cada guazuncho se extiende a una hectárea como mínimo; sin embargo, son hoy raros los entornos en que exista tanta concentración, siendo la densidad mucho más baja en promedio.
Es activo nocturna y crepuscularmente, excepcionalmente por la mañana durante el invierno. En horas de calor, se retira hacia las secciones más espesas del bosque o de pastizal para descansar. En zonas de ocupación humana o actividad de caza, su nocturnidad se incrementa.
La reproducción tiene lugar en el otoño normalmente, aunque el ciclo de celo no está estrictamente atado al climático. La gestación dura unos 220 días, y concluye con el parto de una única cría, excepcionalmente dos, que permanecerá junto a la madre hasta cumplir ocho meses de vida. Pesan entre 500 gr. y 1 kg. al nacer. Durante este período, tiende a mantenerse en zonas de bosque cerrado para eludir a los depredadores. La madurez sexual adviene entre 1 y 2 años de edad.

## Conservación
El guazuncho se ve afectado por la desaparición de su hábitat a causa de la tala de los bosques, su reutilización para terrenos de pastoreo en los que compite con el ganado doméstico, y la caza. 
En Argentina está protegido en algunas provincias (en especial Corrientes, Catamarca y Entre Ríos), mientras que en otras, la actividad cinegética es libre; en 1997, en la provincia de Santiago del Estero se cazaron unos 2000 guazunchos por mes, estimándose que cuatro quintos de estos serían hembras. Al ser el otoño la principal temporada de caza, muchos de los ejemplares abatidos serían reproductores.
La corzuela, guazuncho o viracho fue declarado monumento natural en Entre Ríos, Argentina, mediante la resolución n.º 679/18 de la Dirección de Minería, Medio Ambiente y Recursos Naturales de 24 de agosto de 2018.